# Lara Della Mea

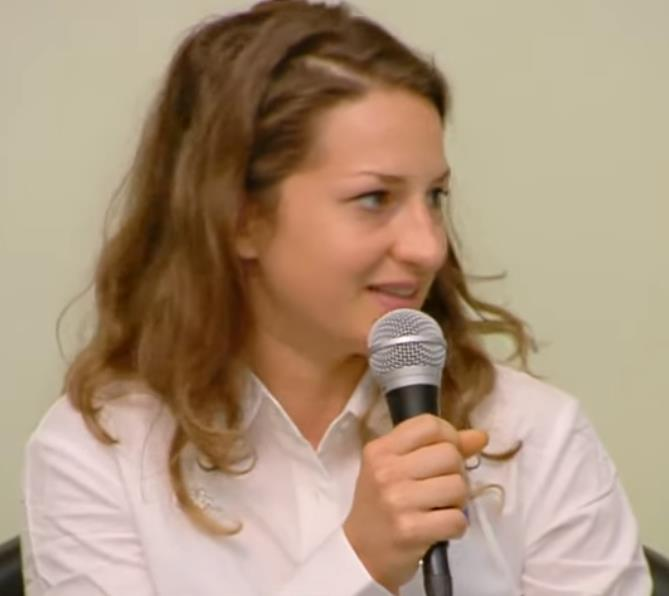
Lara Della Mea

Lara Della Mea, född 10 januari 1999, är en italiensk alpin skidåkare som debuterade i världscupen den 27 oktober 2018 i Sölden i Österrike. Della Mea ingick i det italienska lag som vann brons i lagtävlingen vid världsmästerskapen i alpin skidsport 2019.